# Service central d’enquêtes sur les crimes nationaux-socialistes
Le Service central d’enquêtes sur les crimes nationaux-socialistes (abréviation : ZStL) fut créé en Allemagne en 1958, pour enquêter sur les crimes commis durant le Troisième Reich. Il est actuellement basé dans la ville de Louisbourg.

## Création
En 1956, un ancien commandant SS, jugé innocent par un tribunal de dénazification, réclame qu’il soit réintégré à son poste dans le civil : il était avant la guerre chef de la police de Memel, ville située désormais en territoire lituanien. La presse se faisant l’écho de sa demande, un lecteur le dénonce. Il sera jugé à Ulm pour le massacre de Juifs en Lituanie en 1941 : c’est le procès dit « de l’escadron » (de). Le scandale créé par l’affaire pousse les ministres de la Justice des Länder à créer un service spécial qui serait chargé d’enquêter sur les premiers massacres de Juifs, dans la foulée de l’opération Barbarossa.

## Fonctionnement
Le service fait face à une grande difficulté : par la présence du rideau de fer, toute enquête à l’Est est rendue presque impossible. Or c’est justement dans les territoires de l’Est que se sont produits les massacres. Toutefois, des équipes spécialisées sont créées, enquêtant chacune dans un secteur géographique particulier. Après enquête, les informations étaient transmises au Land dont dépendaient les suspects, et le parquet décidait ou non d’une ouverture d’une action en justice.
Fin 1964, le service avait engagé plus de 700 enquêtes.
De 1997 à 2000, il est dirigé par Willi Dressen,.

## Procès notables
- Cas du 101e bataillon de réserve, qui perpétua des massacres en Pologne en juin 1942 : l’instruction et les poursuites par le Land de Hambourg durèrent de 1962 à 1972.
- Cas des tortionnaires du camp d'extermination de Treblinka : dix personnes comparurent devant la cour d’assises de Düsseldorf d’octobre à septembre 1964.
- Cas du personnel du camp de concentration d’Auschwitz : comparution à Francfort de 1962 à 1965.
- Cas de Martin Sandberger, condamné à mort, puis à la réclusion à perpétuité, au procès des Einsatzgruppen, et enfin libéré en 1958. Le service ayant tenté en 1970 de le faire rejuger, les nouveaux éléments tirés des archives du bloc de l'Est ne furent pas jugés suffisants pour justifier un nouveau procès.